# Frank Agsteribbe

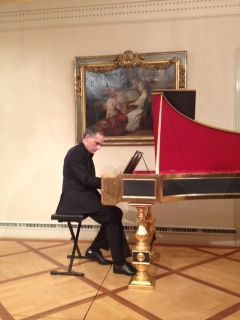
Frank Agsteribbe

Frank Agsteribbe (* 14. September 1968 in Gent) ist ein belgischer Dirigent, Cembalist, Komponist und Dozent, den im Besonderen sein expressiver Ausdruck sowie starke Klangfarbe und Klangfluss in seiner Musik auszeichnet. Sein Repertoire reicht vom 16. Jahrhundert bis zur zeitgenössischen Musik. Agsteribbe widmet sich sowohl der Oper als auch vokaler und instrumentaler Barockmusik und Neuer Musik.

## Leben und Wirken
Frank Agsteribbe ist in Gent aufgewachsen und hat mit zehn Jahren begonnen, Klavier und später Orgel wie Cembalo zu spielen. Früh hat er angefangen kleine Stücke zu komponieren, die er mit einigen Freunden aufführte.
Er studierte Cembalo und Orgel bei  Jos van Immerseel, Gustav Leonhardt, Davitt Moroney und Luigi Ferdinando Tagliavini und konzertierte mit den Barockensembles  La Petite Bande, Collegium Vocale, Huelgas Ensemble, Anima Eterna und Concerto Köln.
2005 gründete Agsteribbe zusammen mit dem Bassisten Tom Devaere das flämische B’Rock Barock Orchester und war bis Ende 2012 künstlerischer Leiter.  Frank Agsteribbe hat das Orchester unter anderem beim Opernfestival in Rotterdam, Potsdam Sanssouci, beim Klara Festival van Vlaanderen in Brüssel und  beim MA Festival in Brügge sowie von Tallinn bis Cape Town dirigiert.
2010 wurde er als Nachwuchskünstler beim Klara Festival in Brüssel vorgestellt und hat das Eröffnungskonzert mit einem  Mozart Programm zusammen mit Concerto Köln dirigiert und zusammengestellt. Ebenso setzte er das Theaterprogramm „Bach Danced“ um.
Das Dirigieren von Opernproduktionen hat für Frank Agsteribbes künstlerische Entwicklung eine besondere Bedeutung.  Sein Repertoire beginnt mit Barockopern wie La Dafne von Marco da Gagliano (1608), über Orontea von Antonio Cesti, Dido and Aeneas von Henry Purcell, über Wolfgang Amadeus Mozarts Zauberflöte, Ferdinando Bertonis Orfeo (1776) und Gioachino Rossinis Italienerin in Algier. Zudem hat er sich intensiv mit der Romantischen Oper wie Giacomo Puccinis La Bohème bis zur Oper des 20. Jahrhunderts mit Igor Strawinskys The Rake’s Progress, Jenůfa von Leoš Janáček, Le vin herbé von Frank Martin und Giorgio Battistellis Prova d’Orchestra auseinandergesetzt. Er arbeitete dabei an der Flämischen Oper (Antwerpen-Gent), bei der Ruhrtriennale (Deutschland), der Castleward Oper (Belfast, Irland), dem Teatro Sao Carlos (Lissabon, Portugal), dem Grand Théatre (Luxemburg) sowie beim Festival Aix en Provence. Ebenso hatte Agsteribbe bei Jan Decortes Opernproduktion von Purcells Indian Queen 2011/2012 die musikalische Gesamtleitung inne und dirigierte vom Cembalo aus das Orchester B’Rock direkt auf der Theaterbühne. 2012 war Agsteribbe mit B’Rock an der Opernproduktion von Händels Orlando an der Brüsseler Oper in Zusammenarbeit mit René Jacobs als Assistent beteiligt. 2013 leitet er B’Rock in Monteverdis Il combattimento di Tancredi e Clorinda, mit Dietrich Henschel, Claron McFadden und Reinoud Van Mechelen.
Frank Agsteribbe ist Gründer und Dirigent des neuen Luxemburger Vokal Ensembles „CantoLX“, das im Februar 2012 die erste Einspielung umsetzte. Das Repertoire des Ensembles umfasst im Besonderen Frühe Musik, wie Dieterich Buxtehude, François Couperin, Girolamo Frescobaldi, Domenico Scarlatti, Heinrich Schütz, František Ignác Tůma, Tomás Luis de Victoria und Jan Dismas Zelenka, aber auch moderne Komponisten wie John Cage sind im Repertoire.
Agsterribbe hat 80 Kompositionen verfasst, einige wurden vom Radio aufgenommen oder sind auf CD verfügbar. Seine Komposition et nova sunt semper, die er für die Europäische Radio Union komponierte, wurde in Europa, Kanada und den Vereinigten Staaten gespielt. Außerdem setzte Agsteribbe für De Bijloke in Gent eine neue Komposition für ein Hammerklavier mit sechs Oktaven Umfang um, in deren Uraufführung Ronald Brautigam zu hören war. Er komponierte auch das Pflichtstück für den Internationalen Cembalo Wettbewerb des MA Festival Brügge 2010. Frank Agsteribbe setzt sich bei seinen Kompositionen intensiv mit Komponisten der Frühen Musik auseinander und zeigt eine besondere Faszination an der inneren Vielschichtigkeit und Ausdrucksweise, etwa von Wolfgang Amadeus Mozart.
Frank Agsteribbe hat Tonaufnahmen realisiert unter anderem mit dem Orchester B’Rock mit Musik von Georg Friedrich Händel, Georg Philipp Telemann und Niederländischen Komponisten des 18. Jahrhunderts. 2011 spielte er eine Aufnahme von Antonio Vivaldi Vier Jahreszeiten in Kombination mit John Cages Quartett in vier Teilen in einem von ihm selbst umgesetzten Arrangement für Barocksaiten ein.
Agsteribbe ist auch Kammermusiker und trat  mit dem belgischen Violinisten Guido de Neve auf. Er lebt in Gent und unterrichtet am Königlichen Konservatorium Antwerpen.

## Philosophie
Frank Agsteribbe beschäftigt sich sowohl theoretisch als auch musikalisch sehr intensiv mit einem gleichwertigen Dialog zwischen Dirigenten, Musikern, Komponisten und Zuhörern über die unterschiedlichen Epochen hinweg. Dabei sind für ihn im Besonderen der Einsatz historischer Instrumente oder deren Nachbauten von Bedeutung; er selbst spielt den Nachbau eines Cembalos von Grimaldi, das im Original im Germanischen Museum Nürnberg zu finden ist. Agsteribbe dirigiert oft  vom Cembalo aus und findet so einen sehr unmittelbaren Zugang zu Musik, Musikern und Zuhörern.  Damit folgt er der Barocken Musiktradition, in der der Musiker zumeist Komponist, Interpret und Lehrer gleichzeitig war.
Wichtig ist ihm dabei im Besonderen das Verstehen und Empfinden für die interpretierte Musik sowie deren Komponisten, aber zugleich die aktive Teilnahme des Interpreten am Geschehen. Der Interpret bringt sich mit Verstand und Persönlichkeit in den Akt der Aufführung ein und vermag so die Musik in die heutige Zeit zu transferieren.
Agsteribbe beschäftigt sich hierbei nicht ausschließlich mit Alter Musik, sondern sucht zunehmend auch den Zugang zur ursprünglichen Form der Interpretation Romantischer Musik. Hier hat er in einem erst kürzlich veröffentlichen wissenschaftlichen Artikel die Rolle des Komponisten und Interpreten in der Romantik hinterfragt und belegt, dass die Freiheit der Interpretation selbst durch Komponisten des 20. Jahrhunderts wie Béla Bartók oder Igor Strawinsky anerkannt und selbst umgesetzt wurde. Agsteribbe definiert dabei Musik immer als Tat und nicht als Gegenstand, der als statischer Fakt durch die Zeiten wandert.

## Zitate
- „Der historische Hintergrund ist sehr wichtig für meine Arbeit. Es ist wichtig, die Quellen und die historischen Gegebenheiten der Instrumente gut zu kennen… . Wir benutzen die Kenntnisse, die wir etwa über die Musik des 18. Jahrhunderts haben. Aber wir sagen nicht, dass wir genauso wie im 18. Jahrhundert spielen, das wäre falsch und glattweg eine Lüge. Wir spielen Musik unserer Zeit. Zwar sind die Noten vor  250 Jahren geschrieben worden und wir spielen sie mit der Kenntnis der historischen Bedingungen, aber trotzdem ist es eine sehr aktuelle Art Musik zu machen.“[1]

- Im 20. Jahrhundert wollte man „sehr präzise spielen, in gleichmäßigem Tempo, sehr klar und mit kleiner Besetzung. Ich bin überzeugt, dass diese Art der musikalischen Interpretation eigentlich eher eine Idee des 20. Jahrhunderts ist als eine des 18. Jahrhunderts. Aber natürlich hatte sie enormen Erfolg. Unsere Generation setzt sich soweit davon ab, als wir von vornherein zugeben, dass wir überhaupt nicht authentisch sind, zumindest nicht authentisch in einem historischen Sinne. Dennoch, denke ich, sind wir auf andere Art authentisch, weil wir im Geist unserer Zeit spielen. Und im Jahr 2011 ist es anders als um 1970 – wir gehen anders mit der Alten Musik  um. … Wir wollen es wieder subjektiver – das Persönliche kehrt zurück.“[1]

- „Ich schätze es, für historische Instrumente zu schreiben, weil ich ihre Möglichkeiten sehr gut kenne. Und ich merke, dass die Musiker meine Sprache unmittelbar verstehen. Aber das ist nur die Hardware. Die Software ist durch und durch zeitgenössisch!“[1]

- „Oper hat von Anfang an eine wichtige Rolle in meiner Arbeit gespielt. Ich denke, das liegt daran, dass wir dieses Genre alle lieben, aber auch daran, dass es der Ort ist, an dem man andere Künstler trifft, die alle ihre eigenen Erfahrungen und Ideen mitbringen. Das kann ein Bühnenbildner sein, ein Beleuchter oder der Regisseur. Ich liebe diese Interaktion und diesen Prozess, als Team etwas Neues zu erarbeiten.“[1]

- „Wesentlich an unserer Zeit ist doch, dass wir Zugang zu einer unvorstellbaren Menge an Information haben, zu einer so nicht dagewesenen Bibliothek von Kunst, von Musik. In seinem letzten großen Roman Das Glasperlenspiel aus dem Jahre 1943 beschreibt Hermann Hesse eine künftige Welt rund um das Jahr 2200, in der Alles, was jeweils an Kunst produziert wurde, verfügbar ist….. Es ist einmalig in der Geschichte, dass wir diese Mengen an Musik, an Kunst genießen können. Die Herausforderung für unsere Generation von Musikern, die im Bereich der Historisch Informierten Aufführungspraxis arbeiten, ist nun, den Dialog mit der Vergangenheit zu führen und eine überzeugende Geschichte daraus zu machen. Oder besser: Eine endlose Reihe von Geschichten, denn die Geschichte existiert nicht mehr.“[2]

- „Während in der historischen Aufführungspraxis viel nach der endgültigen, definitiven Version einer Partitur (Urtext) geforscht und dem Notentext dann auch so weit wie möglich buchstäblich gefolgt wird, erfährt ein Komponist jedes Mal wieder den Kampf mit den Beschränkungen der musikalischen Notation. Was letztendlich in der Partitur steht, ist nur ein kleiner Teil dessen, was der Komponist in seinem Kopf hat. Die Unmöglichkeit, seine Fantasie in Notation umzusetzen, ist frustrierend und konfrontierend. Interpreten sollten mehr mit lebenden Komponisten zusammenarbeiten, um zu lernen, diese Problematik besser einzuschätzen.“[2]

## Diskografie
mit B'Rock:
- Vivaldi-Cage: 8 Seasons: Et'cetera KTC 1429
- Händel: Concerti Grossi und Ouverturen: Et'cetera KTC 1383
- Telemann: Suites for Strings: Et'cetera KTC 4027
- David Petersen: Speelstukken: Et'cetera KTC 4032

mit Huelgas Ensemble:
- Lassus: Il canzoniere di Petrarca: Harmonia Mundi HMC901828
- Andrea Gabrieli: Psalmi Davidici: Globe GLO 5210

mit La Petite Bande:
- Vivaldi: Le Quattro Stagioni: Accent
- Bach: Motets: Challenge Records SACC72160

Frank Agsteribbe solo:
- Haydn: Sonates pour Clavier (auf Orgel gespielt): Les amis de l'orgue St. Jean-Baptiste d'Illzach